# Westdeutsche Frauenfriedensbewegung
Die Westdeutsche Frauenfriedensbewegung (WFFB) wurde im Februar 1952 angesichts der Bestrebungen zu einer Wiederbewaffnung der Bundesrepublik Deutschland gegründet. Sie ging hervor aus einem Frauenfriedenskongress, der am 14. Oktober 1951 in Velbert stattfand und an dem nahezu tausend Frauen teilnahmen. Sie galt als kommunistische Vorfeldorganisation.
Erste Vorsitzende dieses überparteilichen und überkonfessionellen Frauennetzwerkes wurde Klara Marie Faßbinder. Die WFFB sollte nach Faßbinders Auffassung „die Christin neben der Marxistin, die Hausfrau mit der Berufstätigen, die Wissenschaftlerin mit der Arbeiterin“ verbinden. Die Frauen in der WFFB traten mit Petitionen, Vortragsreihen und Kongressen gemeinsam für internationale Völkerverständigung, für Frieden, für die Nicht-Bewaffnung der Bundesrepublik und für die Wiedervereinigung beider deutscher Staaten ein. Die WFFB gab die Zeitschrift Frau und Frieden heraus. Redaktionsmitglieder waren Elly Steinmann und Ingeborg Küster. Eine der Ehrenpräsidentinnen war Else Niemöller.
1956 reisten sechs Frauen der WFFB mit zwei Delegierten der Internationalen Frauenliga für Frieden und Freiheit (u. a. Magda Hoppstock-Huth) und einer des Demokratischen Frauenbunds Deutschlands nach Moskau – vermutlich war dies die erste unabhängige Frauendelegation dorthin. Diese wollte angesichts des Rüstungswettlaufs in Dialog mit den Frauenverbänden der Sowjetunion treten.
Als mit dem Aufkommen der Zweitenfrauenbewegung Ende der 1960er Jahre die Gleichberechtigung von Frauen politisch in den Vordergrund rückte, kam die Arbeit der WFFB zum Erliegen. Die Auflösung erfolgte 1974.